# Thomas Wimmer
Thomas Wimmer (* 7. Januar 1887 in Siglfing, Landkreis Erding; † 18. Januar 1964 in München) war ein deutscher Politiker der SPD und von 1948 bis 1960 Oberbürgermeister Münchens.

## Biografie

### Bis zum Ende des Zweiten Weltkriegs
Thomas Wimmer wurde als Sohn eines Feuerschmieds und einer Dienstmagd am 7. Januar 1887 in Siglfing, einem heutigen Stadtteil des oberbayerischen Erding, in ärmliche, kleinbürgerliche Verhältnisse hineingeboren. Er erlernte das Schreinerhandwerk, da ihm sein Vater eine teurere Holzbildhauerlehre nicht finanzieren konnte. Nach einer Gesellenwanderschaft, die ihn durch Deutschland, die Schweiz und Italien führte, ließ er sich 1904 in München nieder, um dort in einer Möbelfabrik zu arbeiten. 1907 trat er der 1893 in Kassel gegründeten Gewerkschaft Deutscher Holzarbeiterverband (DHV) bei, für die er 1912 zum Bezirksdelegierten gewählt wurde. 1909 wurde Wimmer SPD-Mitglied und nahm in den folgenden Jahren an Fortbildungskursen des Arbeiterbildungsvereins „Vorwärts“ teil. Außerdem engagierte er sich als Laienspieler im Dramatischen Verein Thalkirchen. 1914 wurde er zum Kriegsdienst nach Metz (bayer. 8. Infanterieregiment) eingezogen und 1916 als Rüstungsarbeiter in die Heimat entlassen. Von 1919 bis zu seiner Kündigung durch die Nationalsozialisten war er Assistent beim Münchner Arbeitsamt. Am 8. November 1918 wurde Thomas Wimmer zum Vorsitzenden des Arbeiter- und Soldatenrates in München gewählt. Seit dem 31. Juli 1919 kürten ihn die Münchner Sozialdemokraten Jahr für Jahr zu ihrem ersten Vorsitzenden.
Von 1924 bis 1933 war Wimmer ehrenamtlicher Stadtrat und widmete sich vor allem Personal- und Wohnungsfragen sowie den Gemeindefinanzen. Nur einen Tag nach der nationalsozialistischen Machtübernahme in München wurde er am 10. März 1933 in „Schutzhaft“ genommen und zunächst in Stadelheim, danach in Landsberg am Lech inhaftiert. Später geriet er wiederholt in Gestapogewahrsam. Nach seiner Entlassung als Beamter arbeitete er zunächst bis 1938 in einer Baufirma, ab 1941 nach längerer Arbeitslosigkeit als Schreiner. Nach dem Attentat vom 20. Juli 1944 wurde Thomas Wimmer erneut verhaftet und kam für sechs Wochen ins Konzentrationslager Dachau. Dort traf er auf seinen früheren politischen Gegner Karl Scharnagl (BVP).

### Von 1945 bis 1964
Die amerikanische Militärregierung bestimmte Karl Scharnagl, der kurz darauf die CSU mitgründete, am 4. Mai 1945 zum Oberbürgermeister von München. Dieser ernannte Thomas Wimmer im August 1945 zum dritten Bürgermeister und im Dezember 1945 zum zweiten Bürgermeister. 1946 war er außerdem Mitglied der Verfassunggebenden Landesversammlung.
Nach der Stadtratswahl vom 30. Mai 1948, aus der die SPD als stärkste Fraktion hervorging, wurde Wimmer am 1. Juli 1948 Oberbürgermeister. Außerdem war er von 1946 bis 1950 Mitglied des Bayerischen Landtags für die SPD. Mit seinem Namen verbindet sich die „Holzaktion“ zur Sicherstellung der Brennstoffversorgung in den bitteren Nachkriegswintern ebenso wie der Aufruf zur allgemeinen Trümmerbeseitigung „Rama dama“, nach dem später ein deutscher Spielfilm benannt wurde. Er wurde zur treibenden Kraft und zur Symbolfigur des Wiederaufbaus in München. Entschlossen leistete er Widerstand gegen Pläne, wie in anderen Großstädten eine Verkehrsschneise für eine mehrspurige Autobahn mitten durch das Herz der Stadt zu schlagen: „Wenn's gar nicht mehr durchkommen, dann bleiben's einfach stehen mit ihren Stinkkarren und dann werden's auch vernünftig!“, sagte er seinem Rechtsreferenten Hans-Jochen Vogel nach einer verkehrspolitischen Beratungsrunde im Rathaus.

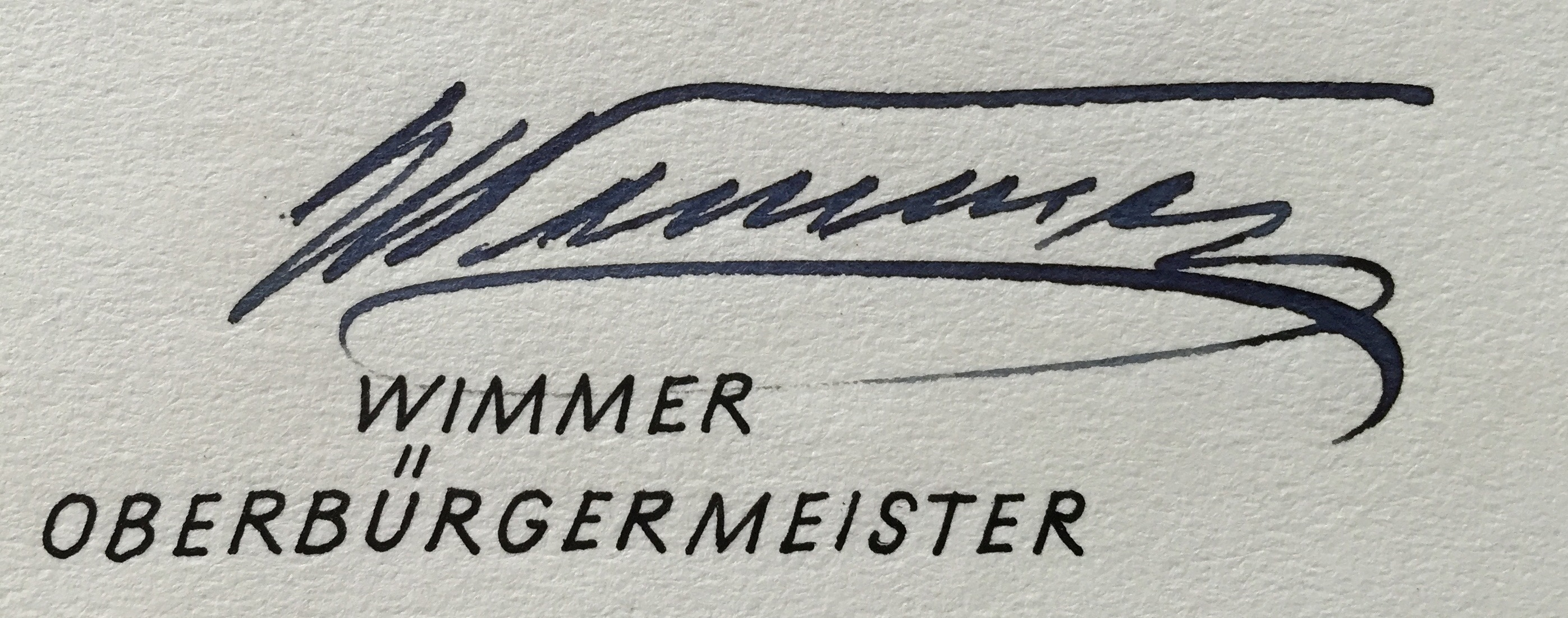
Signatur von Thomas Wimmer 1953

1950 fand in München das zweite Oktoberfest nach dem Zweiten Weltkrieg statt. Es war ein Meilenstein in der Oktoberfestgeschichte, denn zum ersten Mal eröffnete am 16. September 1950 mit Wimmer ein Oberbürgermeister mit dem Anzapfen des ersten Fasses im Schottenhamel-Zelt („O’zapft is!“) offiziell „die Wiesn“. 1952 wurde Wimmer bei der neu eingeführten Direktwahl von der Stadtbevölkerung mit 60,9 Prozent und 1956 mit 58,3 Prozent erneut zum Oberbürgermeister bestimmt. Er bekleidete dieses Amt bis 1960. Thomas Wimmer, den die Münchner gerne „den Wimmer Damerl“ nannten (der vorangestellte Artikel gehört im Bairischen dazu), starb am 18. Januar 1964 an einem Herzleiden. Als er im Ehrensaal des Rathauses aufgebahrt wurde, nahmen Zehntausende von ihm persönlich Abschied. Wimmers Leichnam wurde auf dem Münchner Ostfriedhof beigesetzt (Grab Nr. 61-1-2a-d).
Thomas Wimmer war zwei Mal verheiratet. Seine erste Frau Therese erlag 1937 einem Leiden, das sie sich als Rüstungsarbeiterin zugezogen hatte. 1939 heiratete er Käthe Kircher.
Nach dem Kritiker des automobilen Individualverkehrs wurde die Erdinger „Thomas-Wimmer-Straße“ benannt. Zudem wurde er zum Namenspatron des Thomas-Wimmer-Rings, eines Teilstücks des verkehrsreichen Münchner Altstadtrings zwischen Isartor und Maximilianstraße.

## Auszeichnungen

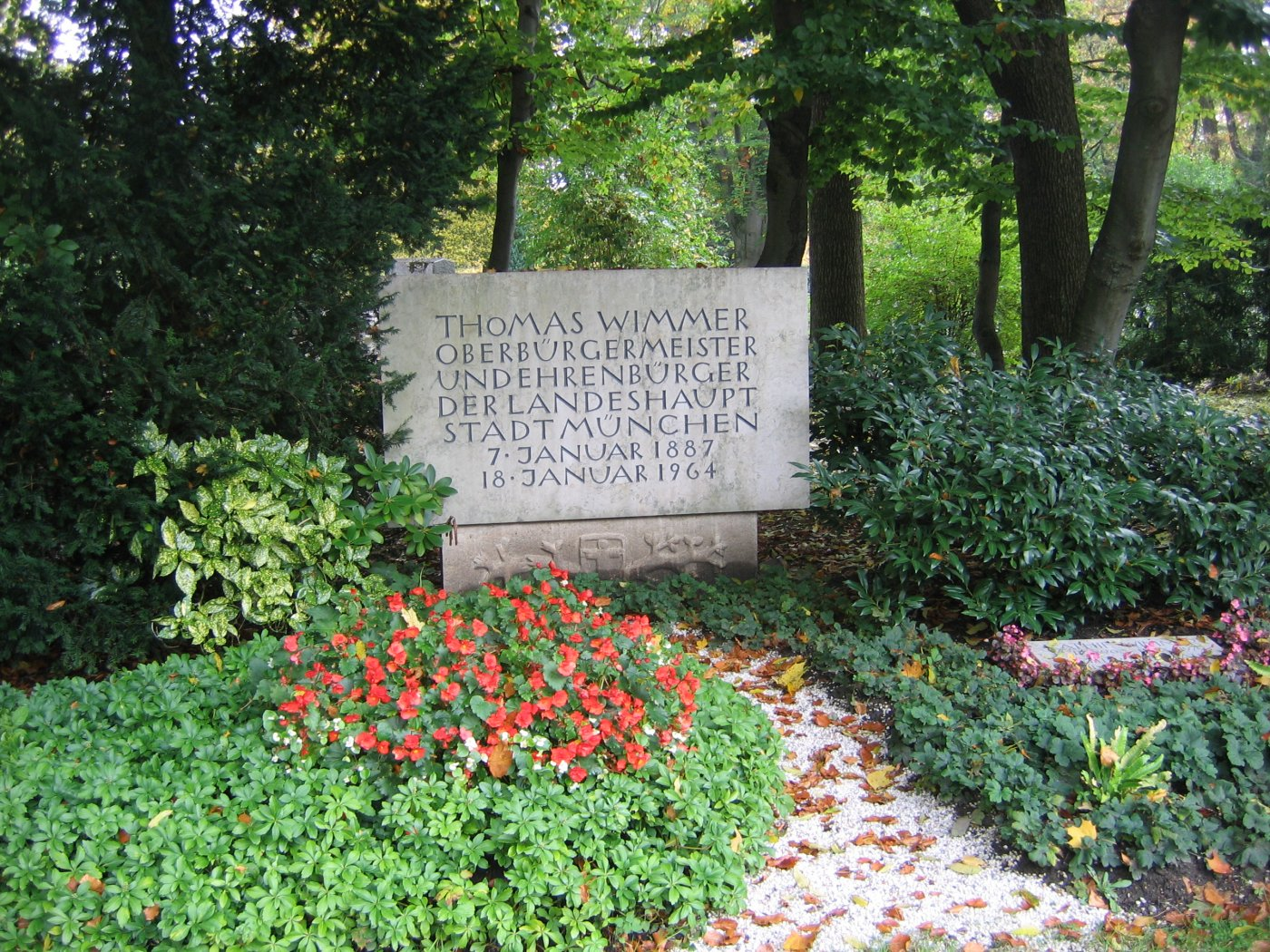
Grabstätte im Ostfriedhof München

1955 erhielt Thomas Wimmer das Große Bundesverdienstkreuz und 1959 das Große Bundesverdienstkreuz mit Stern. 1957 wurde er mit der Ehrenbürgerschaft Münchens und 1958 mit dem neu geschaffenen Bayerischen Verdienstorden geehrt.
Am 31. Januar 2008 enthüllte der damalige Münchner Oberbürgermeister Christian Ude an Wimmers ehemaligem Wohnhaus in der Bruggspergerstraße Nr. 41/45 eine vom Bildhauer Toni Preis geschaffene Gedenktafel.